# Голт (Алабама)
Голт (англ. Holt) — переписна місцевість (CDP) в США, в окрузі Таскалуса штату Алабама. Населення — 3413 особи (2020).

## Географія
Голт розташований за координатами 33°13′47″ пн. ш. 87°28′58″ зх. д. / 33.22972° пн. ш. 87.48278° зх. д. (33.229745, -87.482894).  За даними Бюро перепису населення США в 2010 році переписна місцевість мала площу 8,23 км², з яких 8,20 км² — суходіл та 0,04 км² — водойми.

## Демографія
Згідно з переписом 2010 року, у переписній місцевості мешкало 3638 осіб у 1385 домогосподарствах у складі 925 родин. Густота населення становила 442 особи/км².  Було 1603 помешкання (195/км²).
Расовий склад населення:
| - 55,2 % — чорних або афроамериканців - 39,4 % — білих - 0,4 % — корінних американців - 0,2 % — азіатів - 3,2 % — осіб інших рас |

До двох чи більше рас належало 1,6 %. Частка іспаномовних становила 7,2 % від усіх жителів.
За віковим діапазоном населення розподілялося таким чином: 25,2 % — особи молодші 18 років, 62,7 % — особи у віці 18—64 років, 12,1 % — особи у віці 65 років та старші. Медіана віку мешканця становила 35,6 року. На 100 осіб жіночої статі у переписній місцевості припадало 95,7 чоловіків;  на 100 жінок у віці від 18 років та старших — 94,0 чоловіків також старших 18 років.
Середній дохід на одне домашнє господарство  становив 37 974 долари США (медіана — 30 446), а середній дохід на одну сім'ю — 42 948 доларів (медіана — 36 544). Медіана доходів становила 30 617 доларів для чоловіків та 30 595 доларів для жінок. За межею бідності перебувало 46,4 % осіб, у тому числі 70,0 % дітей у віці до 18 років та 9,7 % осіб у віці 65 років та старших.
Цивільне працевлаштоване населення становило 1467 осіб. Основні галузі зайнятості: освіта, охорона здоров'я та соціальна допомога — 25,8 %, будівництво — 16,0 %, мистецтво, розваги та відпочинок — 15,1 %.